# Quận Morrison, Minnesota
Quận Morrison là một quận thuộc tiểu bang Minnesota, Hoa Kỳ.
Quận này được đặt tên theo hai anh em William Morrison và Allan Morrison. Theo điều tra dân số của Cục điều tra dân số Hoa Kỳ năm 2000, quận có dân số 31.712 người. Quận lỵ đóng ở Little Falls6.

## Địa lý
Theo Cục điều tra dân số Hoa Kỳ, quận có diện tích 2987 km2, trong đó có 75 km2 là diện tích mặt nước.

### Các xa lộ chính
- U.S. Highway 10
- Minnesota State Highway 25
- Minnesota State Highway 27
- Minnesota State Highway 28
- Minnesota State Highway 115
- Minnesota State Highway 238
- Minnesota State Highway 371
- Minnesota State Highway 210

### Quận giáp ranh
- Quận Cass (bắc)
- Quận Crow Wing (đông bắc)
- Quận Mille Lacs (đông)
- Quận Benton (đông nam)
- Quận Stearns (nam)
- Quận Todd (tây)